# Bronisław Michalski (poeta)
Bronisław Ludwik Michalski (ur. 19 września 1903 w Sieniawie, zm. 27 lipca 1935 w Warszawie) – polski pisarz, poeta.

## Życiorys

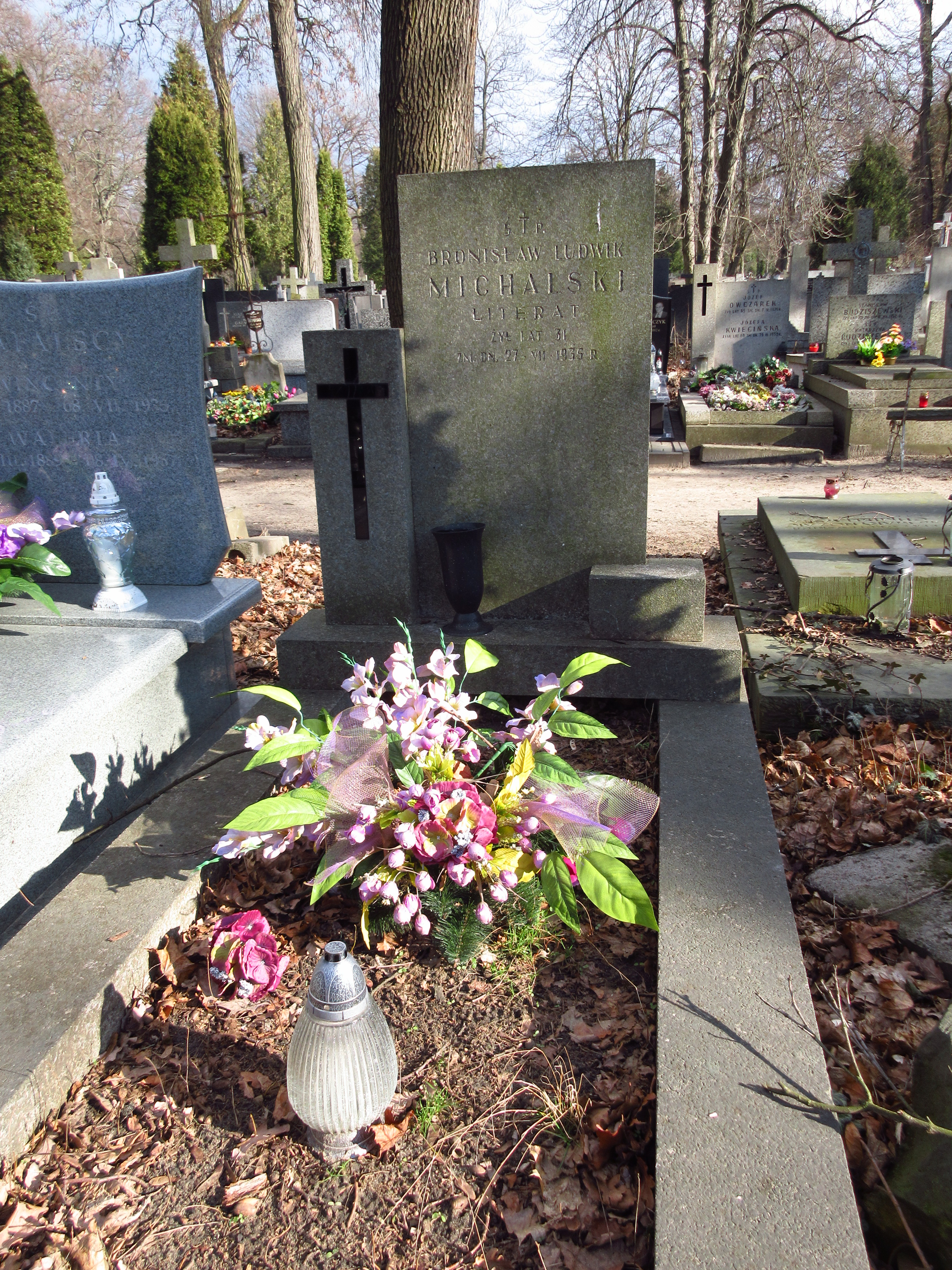
Grób Bronisława Michalaka na Cmentarzu Bródnowskim.

Pochodził z wielodzietniej rodziny wiejskiego kowala. Ukończył gimnazjum w Jarosławiu, a następnie walczył w wojnie polsko-bolszewickiej. W 1922 po zdaniu matury rozpoczął studia medyczne na Uniwersytecie im. Jana Kazimierza we Lwowie, które przerwał ze względów finansowych po śmierci ojca w 1924. Po przerwie powrócił na uczelnię, zmieniając wydział na weterynarię, a następnie na humanistykę. Jego wykładowcami byli m.in. Juliusz Kleiner, Roman Ingarden i Tadeusz Lehr-Spławiński, a kolegą szkolnym Jan Zahradnik. Po zakończeniu nauki został powołany do wojska, po odbyciu służby osiedlił się w Lublinie, tam poznał młodych poetów, m.in. Franciszkę Arnsztajnową i Józefa Czechowicza. Publikował w „Kurierze Lubelskim”, „Trybunie” i „Kurierze Naukowo-Literackim”. We wrześniu 1932 ukazał się pierwszy tomik jego poezji pt. Wczoraj. Drugi tom wierszy pt. Zielony cień poeta wycofał z księgarń i wyjechał do Sieniawy leczyć załamanie nerwowe. Po roku wyjechał do Krakowa, następnie przeniósł się do Warszawy, ale nie znalazł zatrudnienia. Utrzymywał się z udzielania korepetycji i publikowania w prasie, ale były to skromne środki. Ponownie zaczął mieć problemy emocjonalne, które sprawiły, że popadł w alkoholizm. Sytuacja zmienia się w 1935, kiedy to otrzymał stypendium z Funduszu Kultury Narodowej. Prawdopodobnie dały o sobie znać problemy psychiczne i alkoholizm, ostatnie dni życia przeżył niespokojnie. Istnieją dwie wersje jego śmierci, jedna mówi o nieszczęśliwym wypadku podczas kąpieli w Wiśle, druga o samobójstwie przez utopienie. Pochowany na cmentarzu Bródnowskim w Warszawie (kwatera 75C-2-13). 